# Tusukuru hartlandianus
Tusukuru hartlandianus är en spindelart som först beskrevs av James Henry Emerton 1913.  Tusukuru hartlandianus ingår i släktet Tusukuru och familjen täckvävarspindlar. Inga underarter finns listade i Catalogue of Life.